# Christensen (automobilismo)
Christensen è stato un costruttore americano di auto da corsa.
Tra il 1950 e il 1960 la 500 Miglia di Indianapolis faceva parte del Campionato mondiale di Formula 1, per questo motivo la Christensen ha all'attivo anche 2 Gran Premi in Formula 1.